# MEG – Wodan und Thor
Die Lokomotiven  WODAN und THOR der Mecklenburgischen Eisenbahngesellschaft waren Güterzugdampflokomotiven der Bauart B1.

## Geschichte
Schon bald nach der Eröffnung der Bahnstrecke Schwerin-Rostock wurde deutlich, dass der Güterverkehr mit den Lokomotiven der Gattung II nicht bewältigt werden konnte. Für den tägliche Güterzug erwarb man deshalb 1859 die Lokomotive NICLOT. Durch das weiter steigende Verkehrsaufkommen bedingt, kaufte die Mecklenburgische Eisenbahngesellschaft 1866 und 1868 zwei Lokomotiven mit der ungewöhnlichen Achsfolge B1. Die Lokomotiven von dem hannoverschen Hersteller Egestorff erhielten die Namen WODAN und THOR. Eingesetzt wurden die Maschinen auf der Strecke von Hagenow nach Rostock bis zur Ablösung durch die Lokomotiven der Gattung VIII und IX. Danach wurden die Lokomotiven noch im untergeordneten Streckendienst und im Rangierdienst eingesetzt. Die Ausmusterung erfolgte zwischen 1903 und 1905. Die Lokomotiven erhielten bei der Verstaatlichung zur Großherzoglich Mecklenburgischen Friedrich-Franz-Eisenbahn 1890 die Nummern 58 und 59 und wurden 1895 in 302 und 303 umnummeriert.

## Konstruktive Merkmale
Die Lokomotiven hatten einen innenliegenden Blechrahmen. Der Langkessel war dreischüssig. Der Dampfdom mit dem Sicherheitsventil saß auf dem vorderen Kesselschuss. Die Feuerbüchsdecke des Stehkessels war überhöht und die Rauchkammer war erweitert.
Das Zweizylinder-Nassdampftriebwerk war waagerecht außenliegend angeordnet. Die Schiebkästen und die Allan-Steuerung war innenliegend. Die Kuppelstange wirkte auf die zweite Achse.
Die Kuppelräder waren über ein gemeinsames Blattfederpaket zwischen den Achsen abgefedert. Über den Kuppelachsen befanden sich Ausgleichshebel. Die nachlaufende Achse war durch eine querliegende Blattfeder abgefedert.
Das Führerhaus war nach vor geschlossen und hatte Seitenfenster. Als Bremse diente eine Schraubenbremse am Tender. Die Lokomotiven wurden mit einem Tender 3 T 7,9 gekuppelt.